# アイノ・アクテ

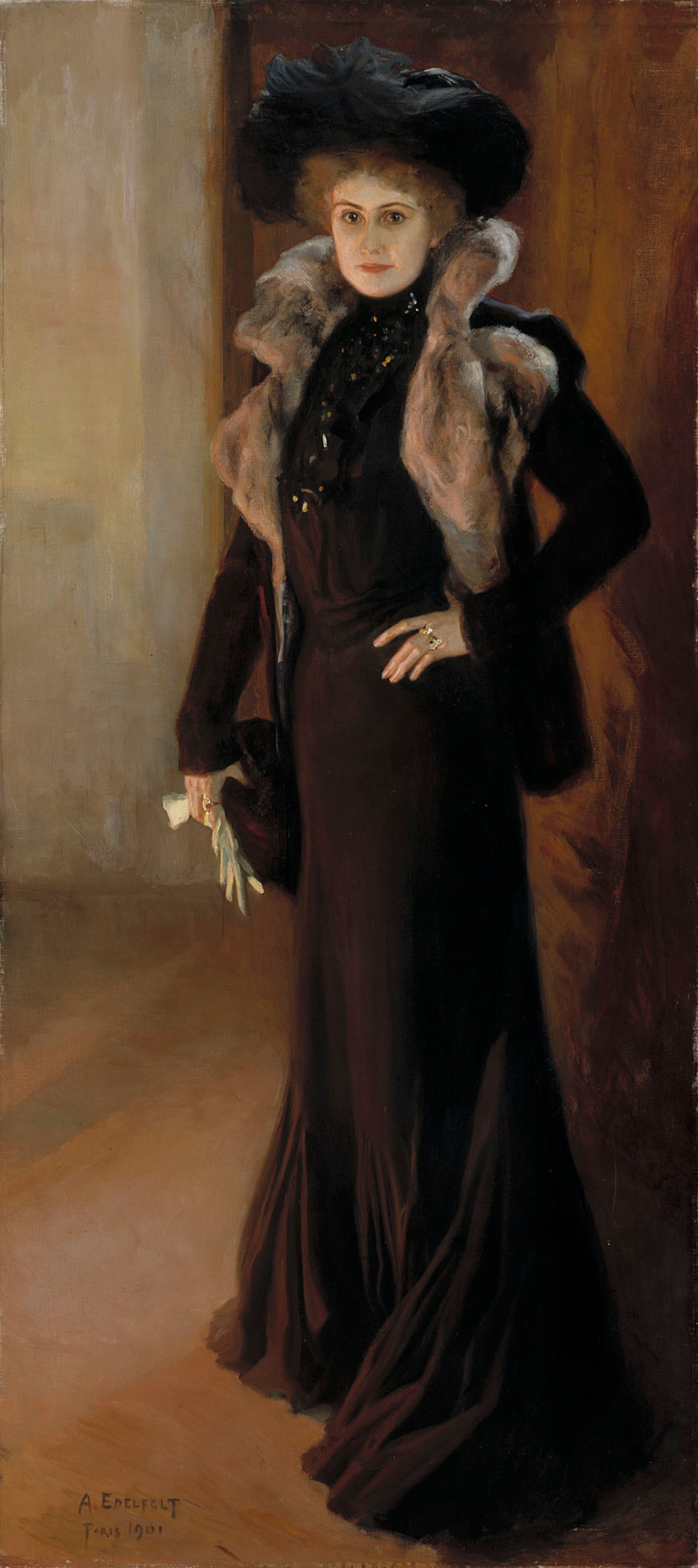
アルベルト・エデルフェルトが描いたアクテの全身肖像画 1901年

アイノ・アクテ（Aino Ackté 1876年4月23日 - 1944年8月8日）は、フィンランドのソプラノ歌手。アルマ・フォーストレムに続いてフィンランド・オペラ界から国際的スターに登り詰めた人物であり、母国のこの分野での草分けである。

## 生涯
ヘルシンキに生まれた。母はメゾソプラノ歌手のエミー・アクテ（旧姓 ストレメル Strömer）、父は指揮者兼作曲家のロレンス・ニコライ・アクテであった。アクテは1901年に医師のヘイッキ・レンヴァール（Heikki Renvall）と結婚、同年に娘のグロリー・レッパネン（Glory Leppänen）を産んでいる。1908年には息子のミエス・レーンコラ（Mies Reenkola）が生まれた。
幼少期のアクテは母の指導の下歌唱を学び、1894年からはパリ音楽院へ進んでエドマン・デュヴェルノワとアルフレド・ジロデの薫陶を受けた。1897年にグノーの『ファウスト』でオペラデビューを飾り、その結果6年間の契約を結ぶことができた。1900年にはパリ万国博覧会に出演して母国の音楽を紹介している。
1904年にはニューヨークのメトロポリタン・オペラと契約、1906年まで同地で躍動した。リヒャルト・シュトラウスの『サロメ』がライプツィヒ（1907年）、ロンドン（1910年）での初演を迎えた折にはタイトル・ロールを演じている。ロンドンのロイヤル・オペラ・ハウス初演は大きな成功を収め、シュトラウスもアクテを「唯一無二のサロメ」であると称賛した。アクテ自身はロンドン公演を自身の真の躍進であったと考えていた。
1911年、アクテはオスカル・メリカント、エドヴァルド・ファゼルと共にコティマイネン・オペラを設立した。彼女は1938年から1939年にかけては同団体の支配人を務めることになった。
国立オペラを離れたアクテは1912年7月3日に産声を上げた国際的なオペラ音楽祭であるサヴォンリンナ・オペラ・フェスティバルを組織した。同音楽祭は1912年から1914年にかけて、また1916年と1930年にも開催された。
ジャン・シベリウスは音詩『ルオンノタル』をアクテに献呈し、彼女はこの作品を1913年9月10日にイングランドのグロスタシャーで開催されたスリー・クワイアズ・フェスティバルで初演している。アクテは1914年1月のフィンランド初演でも独唱を務めた。
アクテは1914年までで国外への演奏旅行を最後にしてフィンランドへと戻り、1920年には祖国でさよならコンサートを開いた。彼女が公の場で歌唱を披露したのは1930年のサヴォンリンナ・オペラ・フェスティバルが最後となった。
アクテが親しく付き合った中の1人である画家のアルベルト・エデルフェルトは、1901年に有名なアクテの全身肖像画を描いた。彼女はオペラのリブレットとして『ユハ』を執筆しており、これは2度オペラ化されている。はじめがアーッレ・メリカントの『ユハ』（1922年）であり、2度目がレーヴィ・マデトヤの『ユハ』（1934年）である。
1944年8月、ヴィフティのヌンメラで生涯を閉じた。膵臓がんだった。

## 後世への影響

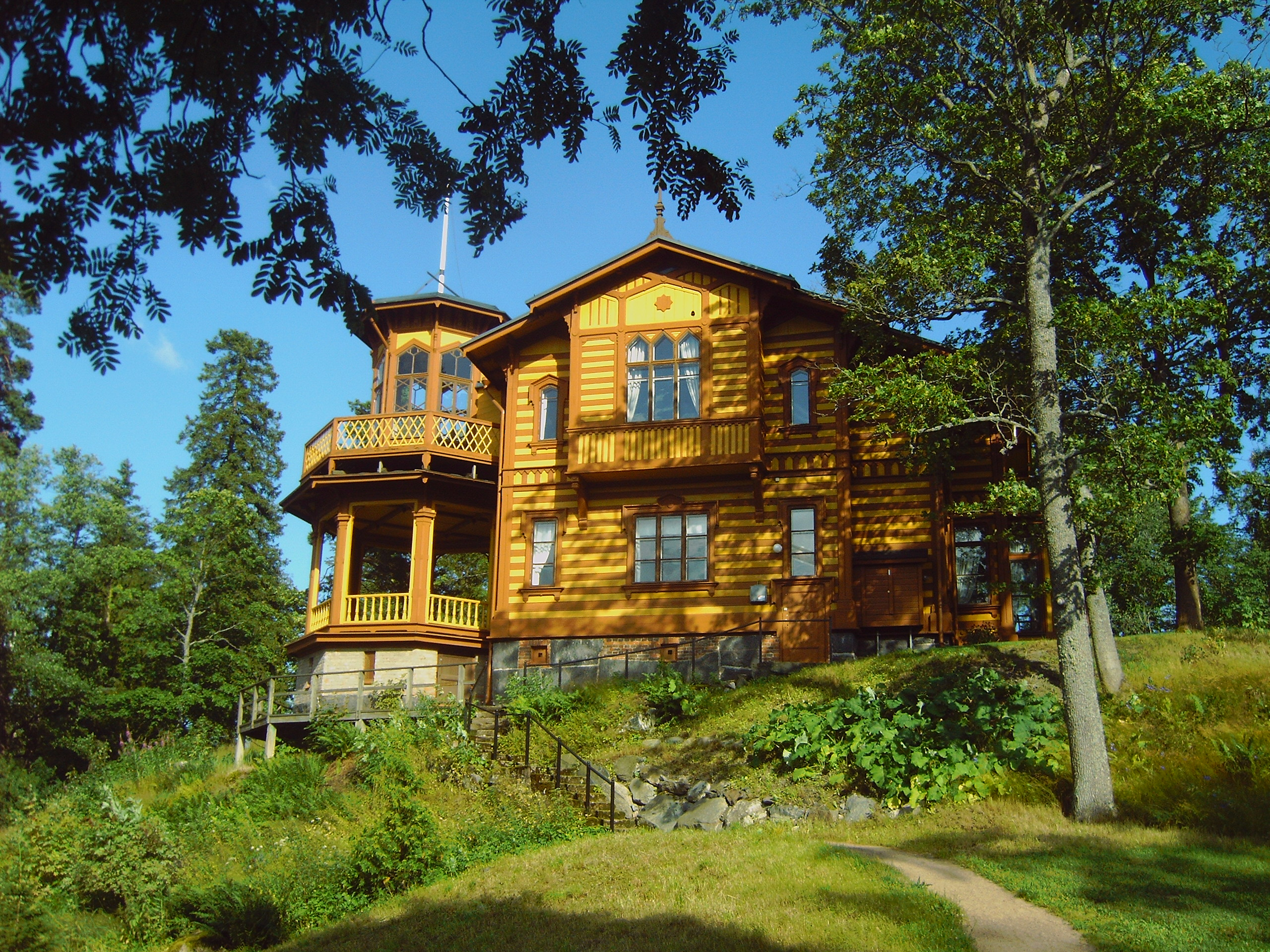
ヴィラ・アイノ・アクテ
(2007年7月)

サヴォンリンナのオラヴィンリンナ近くとヘルシンキにはアクテの名前を冠した通りがある。彼女が夏に別荘として使用していたヘルシンキのヴィラ・アイノ・アクテは、同市によって文化的活動および会合のために貸し出されている。
ベルギーの漫画『タンタンの冒険』の第8巻「オットカル王の笏」で初登場するオペラ歌手カスタフィオーレ夫人のモデルは、アクテである可能性が最も高い。